# Héritage artistique de l'Empire chinois
 (mai 2017).
 (mai 2017).
L’art chinois se développe sur quatre millénaires, tout en conservant ses formes caractéristiques et ses valeurs immédiatement reconnaissables. 
Il tire ses fondements de l’admiration atemporelle des anciens pour la souplesse du bambou, qui se plie sans se rompre, et la force du jade qui se rompt sans se plier.
On retrouve aisément ces oppositions dans les techniques de l’art chinois, où l’innovation se combine à la tradition dans un équilibre de styles nouveaux, techniques étrangères et retour de formes anciennes.
La civilisation chinoise nous laisse un vaste héritage culturel : dans ses œuvres d'art, à travers ses légendes populaires, suivant sa tradition littéraire… 
La Chine impériale nous transmet l'esprit d'un peuple immortel[non neutre].

## Héritage artistique
Au IIIe  millénaire, apparaissent en Chine les vases en céramique, les coupes de porcelaine noire, ainsi que le travail du jade. C’est une technique doublement remarquable : cette pierre est si dure qu'on ne peut lui donner forme et la décorer que par assemblage de plusieurs morceaux et non en la taillant; en plus, non présente en Chine, la pierre était importée d'Asie Centrale, ce qui témoigne d'un commerce florissant.
Aucune civilisation de l'âge du bronze ne porte mieux son nom que celle des Shang en Chine. Ils s'en servaient pour des récipients décorés destinés au culte des Ancêtres à la double fonction religieuse et sociale, des statues avec la technique de la cire perdue (utilisée par les grecs), des sculptures de figures animales monstrueuses : « les artistes chinois n'ont pas simplement créé des images composites à partir d'éléments humains et animaux rendus de façon naturaliste, comme le sphinx égyptien ou les taureaux ailés d'Assyrie : ils ont produit des hybrides beaucoup plus complexes en intégrant des griffes, des becs, des ailes, des écailles et de la fourrure pour créer ce que l'on pourrait appeler une mythozoologie »[réf. nécessaire].
Au XIe siècle av. J.-C. la dynastie des Zhou succède à la dynastie des Shang.
Les artistes chinois se concentrent désormais sur les arts ornementaux, largement utilisés pour montrer le prestige d'une classe. L'art votif évolue aussi considérablement, avec le travail des bas-reliefs sur les objets rituels. Dans les gravures et ronde-bosse, les représentations humaines prennent de l'importance : les corps sont encore figés, mais sur le point d'accomplir un mouvement dans la tension et la position des bras et des jambes. L'art liée aux tombes est aussi profondément novateur : elles sont décorées avec des scènes de combats, rituels et chasses, aux figures humaines et animales, au style semblable à celui d'Asie centrale.
Les dynasties se suivent au fil des siècles, jusqu'à parvenir à celle des Qing. C'est sous celle-ci que la Chine prend son aspect actuel, que s'élèvent les temples chinois comme nous les connaissons. Fleurit l'art domestique : « le souci de raffinement technique des Chinois, dont l'effet sur la peinture aurait pu être si étouffant, trouvait un terrain plus favorable dans les arts décoratifs »[réf. nécessaire]. De là, naît la légendaire perfection des porcelaines chinoises du XVIIIe, selon les experts, jamais dépassée.